# 윤보욱
윤보욱(尹普煜, 1963년 9월 12일, 경상북도 의성군 ~ )은 대한민국의 제6대 대구광역시 북구의원이었다.

## 학력
- 의성중학교 졸업
- 달성고등학교 졸업
- 계명대학교 사회과학대학 사회학과 졸업

## 경력
- 육군 보병3사단 만기 전역
- 계명대학교 사회과학대학 학생회장
- 대구참여연대 운영위원
- 국민참여당 대구시당 위원장
- 국민참여당 대구시당 북구 지역위원회 위원장
- 2010.07 ~ 2014.06 제6대 대구광역시 북구의회 의원
- 2010.07 ~ 2012.07 제6대 대구광역시 북구의회 전반기 주민생활위원회 위원
- 2010.07 ~ 2012.07 제6대 대구광역시 북구의회 전반기 예산결산특별위원회 위원
- 제6대 대구광역시 북구의회 결산검사대표위원회 위원
- 2010.08 ~ 2010.10 제6대 대구광역시 북구의회 대구광역시북구노곡동침수관련조사특별위원회 위원
- 2011.04 ~ 2012.09 제6대 대구광역시 북구의회 대구광역시북구국우터널통행료무료화추진특별위원회 부위원장
- 2012.07 ~ 2014.06 제6대 대구광역시 북구의회 후반기 예산결산특별위원회 위원장
- 2012.07 ~ 2014.06 제6대 대구광역시 북구의회 후반기 행정자치위원회 위원장
- 대구 북구청 지방재정계획 심의위원
- 대구 북구청 공공근로 심의위원
- 구암동 대전2동 주민자치위 고문
- 북구여성회 자문위원

## 역대 선거 결과
|  | 30.20% |

|  | 16.49% |

## 참고 자료
- 공식 블로그
- 사이트